# Got 2 Luv U
A Got 2 Luv U Sean Paul ötödik stúdióalbumának első kislemeze. A dalban közreműködik Alexis Jordan is. 2011. július 19-én jelent meg az Atlantic Records gondozásában. A dalt Sean Paul, Ryan Tedder és Stargate írták. Producere Stargate volt.

## Videóklip
A videóklipet 2011. augusztus 29-én forgatták a Las Vegas-i Hard Rock Caféban. A videót 2011. szeptember 15-én töltötték fel a YouTube-ra, melynek teljes hossza három perc harmincnégy másodperc, rendezője Ben Mor volt.

## Számlista és formátumok
- Digitális letöltés[6]

1. Got 2 Luv U (közreműködik Alexis Jordan) – 3:26

- Német CD kislemez[7]

1. Got 2 Luv U (közreműködik Alexis Jordan) – 3:26
2. Ready Fi Dis (bónusz szám)

## Slágerlistás helyezések
| Slágerlista (2011)                                          | Legjobb helyezés |
| ----------------------------------------------------------- | ---------------- |
| Magyarország (MAHASZ Editors’ Choice rádiós játszási lista) | 23               |
| Ausztrália (ARIA)                                           | 28               |
| Ausztrália (ARIA Urban)                                     | 7                |
| Ausztria (Ö3 Austria Top 40)                                | 7                |
| Belgium (Ultratop 50 Flandria)                              | 13               |
| Belgium (Ultratop 40 Vallónia)                              | 7                |
| Finnország (Suomen virallinen lista)                        | 12               |
| Franciaország (SNEP).                                       | 4                |
| Spanyolország (PROMUSICAE)                                  | 8                |
| Hollandia (Dutch Top 40)                                    | 6                |
| Kanada (Canadian Hot 100)                                   | 69               |
| Németország (Media Control Charts)                          | 3                |
| Norvégia (VG-lista)                                         | 8                |
| Lengyelország (Airplay Chart)                               | 2                |
| Lengyelország (Dance Top 50)                                | 16               |
| Skócia (The Official Charts Company)                        | 13               |
| Svájc (Schweizer Hitparade)                                 | 1                |
| Nagy-Britannia (Brit kislemezlista)                         | 11               |

## Minősítések
| Ország     | Minősítés |
| ---------- | --------- |
| Ausztrália | Platina   |

## Megjelenések
| Ország      | Megjelenés dátuma    | Formátum           | Kiadó            |
| ----------- | -------------------- | ------------------ | ---------------- |
| Világszerte | 2011. július 19.     | Digitális letöltés | Atlantic Records |
| Németország | 2011. szeptember 16. | CD kislemez        | Atlantic Records |